# Romford

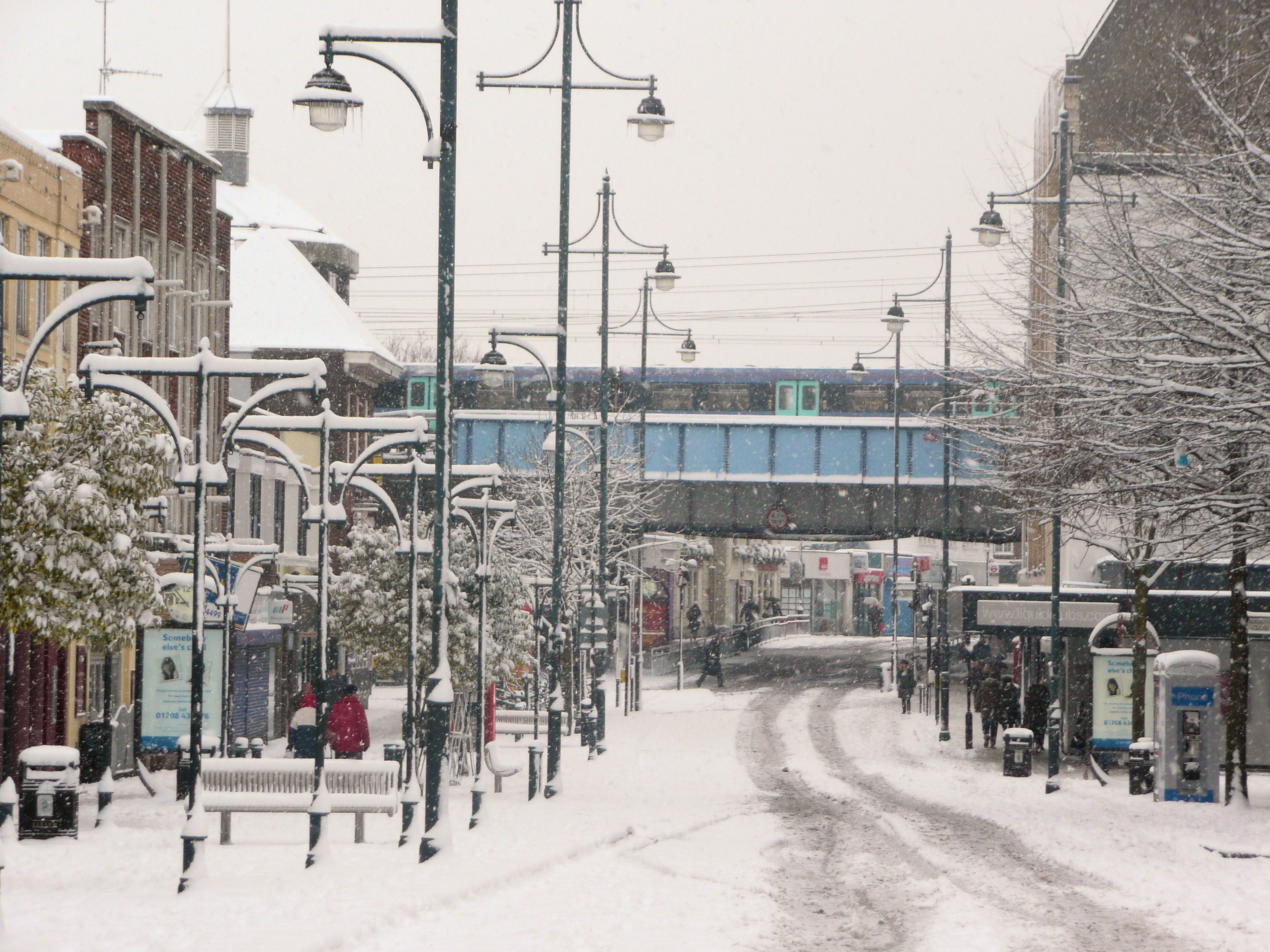
Gata i Romford.

Romford är en stadsdel (district) i London Borough of Havering, England, belägen 14,1 engelska mil (22,7 kilometer) nordöst om Charing Cross. Romford har varit en köpstad sedan 1247 och utgjort en del av Storlondon sedan 1965. Romford är en förortsstad i East London. Chelsea FC:s fotbollsstjärna Frank Lampard föddes här 1978. Även Arsenals Raymond "Ray" Parlour föddes i Romford 7 mars 1973.